# Moisiejewo-Ałabuszka
Moisiejewo-Ałabuszka (ros. Моисеево-Алабушка) – wieś (sieło) w Rosji, w obwodzie tambowskim, w rejonie uwarowskim. W 2010 liczyła 1069 mieszkańców.